# フレドホルム行列式
数学の分野におけるフレドホルム行列式（フレドホルムぎょうれつしき、英: Fredholm determinant）とは、行列の行列式の一般化であるような、ある複素数値関数のことを言う。トレースクラス作用素によって、ヒルベルト空間上の恒等作用素ではない有界作用素に対して定義される。数学者エリック・イヴァル・フレドホルムの名にちなむ。
フレドホルム行列式は、数理物理学の分野において多く応用されており、その最も有名な例には、イジング模型の自発磁化についてのラルス・オンサーガーと楊振寧の問題に対する解答として証明された、セゲー・ガーボルの極限公式が挙げられる。

## 定義
H をヒルベルト空間とし、G を H 上の有界可逆作用素で I + T と書き表されるようなもの（ここで T はトレースクラス作用素とする）とする。G は、
{\displaystyle (I+T)^{-1}-I=-T(I+T)^{-1}}
が成立するために、群である。
トレースクラスノルムを || · ||1 と表すとき、G には d(X, Y) = ||X - Y||1 で定義される自然な計量が存在する。
H を、内積 {\displaystyle (\cdot ,\cdot )} を備えるヒルベルト空間としたとき、k次の外積冪 {\displaystyle \Lambda ^{k}H} も、内積
{\displaystyle (v_{1}\wedge v_{2}\wedge \cdots \wedge v_{k},w_{1}\wedge w_{2}\wedge \cdots \wedge w_{k})={\rm {det}}\,(v_{i},w_{j})}
によりヒルベルト空間となる。
特に、H の正規直交基底を (ei) としたとき、
{\displaystyle e_{i_{1}}\wedge e_{i_{2}}\wedge \cdots \wedge e_{i_{k}},\qquad (i_{1}<i_{2}<\cdots <i_{k})}
は {\displaystyle \Lambda ^{k}H} の正規直交基底となる。
A を H 上の有界作用素とするなら、A は {\displaystyle \Lambda ^{k}H} 上の有界作用素 {\displaystyle \Lambda ^{k}(A)} を 
{\displaystyle \Lambda ^{k}(A)v_{1}\wedge v_{2}\wedge \cdots \wedge v_{k}=Av_{1}\wedge Av_{2}\wedge \cdots \wedge Av_{k}}
として functorially に定義する。
A がトレースクラスであるなら、 
{\displaystyle \|\Lambda ^{k}(A)\|_{1}\leq \|A\|_{1}^{k}/k!.}
によって {\displaystyle \Lambda ^{k}}(A) もトレースクラスとなる。このことから、
{\displaystyle {\rm {det}}\,(I+A)=\sum _{k=0}^{\infty }{\rm {Tr}}\Lambda ^{k}(A)}
として定義されるフレドホルム行列式には、意味があることが分かる。

## 性質
- A がトレースクラス作用素であるなら、

{\displaystyle {\rm {det}}\,(I+zA)=\sum _{k=0}^{\infty }z^{k}{\rm {Tr}}\Lambda ^{k}(A)}
は
{\displaystyle |{\rm {det}}\,(I+zA)|\leq \exp(|z|\cdot \|A\|_{1})}
を満たす整関数である。
- 関数 det(I + A) は

{\displaystyle |{\rm {det}}(I+A)-{\rm {det}}(I+B)|\leq \|A-B\|_{1}\exp(\|A\|_{1}+\|B\|_{1}+1).}
という不等式によって、トレースクラス作用素の空間上で連続となる。
また、この不等式は、Simon (2005) の第5章で述べられているように、
{\displaystyle |{\rm {det}}(I+A)-{\rm {det}}(I+B)|\leq \|A-B\|_{1}\exp(\max(\|A\|_{1},\|B\|_{1})+1)}
という不等式によって、わずかに改良される。
- A と B がトレースクラスであるなら、

{\displaystyle {\rm {det}}(I+A)\cdot {\rm {det}}(I+B)={\rm {det}}(I+A)(I+B)}
が成り立つ。
- 関数 det は、非ゼロ複素数の乗法群 C* への G の準同型写像である。

- T が G に含まれ、X が可逆であるなら、

{\displaystyle {\rm {det}}\,XTX^{-1}={\rm {det}}\,T}
が成り立つ。
- A がトレースクラスであるなら、

{\displaystyle {\rm {det}}\,e^{A}=\exp \,{\rm {Tr}}(A)}
と
{\displaystyle \log {\rm {det}}\,(I+zA)={\rm {Tr}}(\log {(I+zA)})=\sum _{k=1}^{\infty }(-1)^{k+1}{\frac {{\rm {Tr}}A^{k}}{k}}z^{k}}
が成り立つ。

## 交換子のフレドホルム行列式
(a, b) から G への関数 F(t) は、F(t) -I がトレースクラス作用素への写像として微分可能であるとき、すなわち、極限
{\displaystyle {\dot {F}}(t)=\lim _{h\rightarrow 0}{F(t+h)-F(t) \over h}}
がトレースクラスノルムについて存在するとき、微分可能であると言われる。
g(t) を、トレースクラス作用素に値を取る微分可能関数とするとき、exp g(t) もそのような関数となり、
{\displaystyle F^{-1}{\dot {F}}={{\rm {id}}-\exp -{\rm {ad}}g(t) \over {\rm {ad}}g(t)}\cdot {\dot {g}}(t)}
が成立する。ここで
{\displaystyle {\rm {ad}}(X)\cdot Y=XY-YX}
である。イスラエル・ゴーベルグとマーク・クラインは、F が G への微分可能関数であるとき、f = det F は C* への微分可能写像で、
{\displaystyle f^{-1}{\dot {f}}={\rm {Tr}}F^{-1}{\dot {F}}}
が成立することを証明した。この結果は、ジョエル・ピンカスとウィリアム・ヘルトンおよびロジャー・ハウによって、A と B が有界作用素で、その交換子 AB -BA がトレースクラスであるなら、
{\displaystyle {\rm {det}}\,e^{A}e^{B}e^{-A}e^{-B}=\exp {\rm {Tr}}(AB-BA)}
が成立することの証明に用いられた。

## セゲーの極限公式
H = L2 (S1) とし、P をハーディ空間 H2 (S1) の上への直交射影とする。
f がその円板上の滑らかな関数であるとき、対応する H 上の乗算作用素を m(f) と表すことにする。
交換子 
Pm(f) - m(f)P
はトレースクラスである。
T(f) を、
{\displaystyle T(f)=Pm(f)P}
のように定義される H2 (S1) 上のテープリッツ作用素とする。このとき、加法的な交換子
{\displaystyle T(f)T(g)-T(g)T(f)}
がトレースクラスであるための十分条件は、f と g が滑らかであることである。
ベルガーとショウは、次の等式を示した：
{\displaystyle {\rm {tr}}(T(f)T(g)-T(g)T(f))={1 \over 2\pi i}\int _{0}^{2\pi }fdg.}
f と g が滑らかであるなら、
{\displaystyle T(e^{f+g})T(e^{-f})T(e^{-g})}
は G に含まれる。
ハロルド・ウィドムは、ピンカス＝ヘルトン＝ハウの結果を使って、次の等式を示した：
{\displaystyle {\rm {det}}\,T(e^{f})T(e^{-f})=\exp \sum _{n>0}na_{n}a_{-n}.}
但し 
{\displaystyle f(z)=\sum a_{n}z^{n}}
とする。彼はこの等式を使って、セゲー・ガーボルの有名な極限公式
{\displaystyle \lim _{N\rightarrow \infty }{\rm {det}}P_{N}m(e^{f})P_{N}=\exp \sum _{n>0}na_{n}a_{-n},}
の新たな証明方法を考案した。ここで、PN は 1, z, ..., zN によって張られる H の部分空間の上への射影とし、a0 = 0 とする。
セゲーの極限公式は、1951年、イジング模型の自発磁化の計算に関するラルス・オンサーガーと楊振寧の研究で生じた問題に対する答えとして、証明された。ウィドムの公式は、セゲーの極限公式をより早く導くものであり、共形場理論におけるボース粒子とフェルミ粒子の間の双対性と恒等的なものである。円板の弧の上でサポートされる関数に対する、セゲーの極限公式の特殊な場合の証明も、ウィドウによるものである；この結果は、ランダム行列の固有値分布に関する確率論的結果を得るために応用されている。

## 非公式な表現
この節では、フレドホルム行列式のある非公式な定義を紹介する。以下のフレドホルム行列式が与えられる状況において、より望ましい定義のためには、いくつかの点が well-defined であったり、収束したりすることについて証明することが求められる。以下で現れる核 K は様々なヒルベルト空間やバナッハ空間上で定義され得るものであるため、それらはつまらない練習問題という訳ではない。
フレドホルム行列式は
{\displaystyle \det(I-\lambda K)=\left[\sum _{n=0}^{\infty }(-\lambda )^{n}\operatorname {Tr} K^{n}\right]=\exp {(\sum _{n=0}^{\infty }(-1)^{n+1}{\frac {\operatorname {Tr} A^{n}}{n}}z^{n}})}
のように定義され得る。但し、K は積分作用素である。その作用素のトレースは
{\displaystyle \operatorname {Tr} K=\int K(x,x)\,dx}
および
{\displaystyle \operatorname {Tr} \Lambda ^{2}(K)={\frac {1}{2!}}\iint K(x,x)K(y,y)-K(x,y)K(y,x)\,dxdy}
および、より一般的に {\displaystyle \operatorname {Tr} K^{n}={\frac {1}{n!}}\int \cdots \int \det K(x_{i},x_{j})|_{1\leq i,j\leq n}\,dx_{1}\cdots dx_{n}} で与えられる。これらの核はトレースクラスあるいは核作用素であるため、そのようなトレースは well-defined である。

## 応用
フレドホルム行列式は、物理学者 John A. Wheeler (1937, Phys. Rev. 52:1107) によって、共鳴群法により部分波動関数の反対称な組み合わせとして構成される、複合原子核に対する波動関数の数学的表記を与えるために、用いられた。この方法は、アルファ粒子やヘリウム-3、重水素、トリトン、重中性子など、基本的なボース粒子やフェルミ粒子のクラスター群あるいは構成要素へと、中性子や陽子のエネルギーを分配するためのさまざまな方法に対応するものである。ベータやアルファ安定アイソトープのために共鳴群法が応用されるとき、フレドホルム行列式は、(1) 複合システムのエネルギー値を決定するため、および (2) 分布と崩壊の断面図を決定するために用いられる。Wheeler の共鳴群法は、以後のすべての核子クラスターモデルに対する理論的な基盤と、すべての軽および重質量アイソトープのための対応するクラスターエネルギーダイナミクスをもたらすものであった（N.D. Cook, 2006 に含まれる、物理学でのクラスターモデルについてのレビューを参照されたい）。